# کاساگاوا ایتا
کاساگاوا ایتا ((به ژاپنی: 笠川永太)؛ زادهٔ ۲۵ اکتبر ۱۹۹۰) بازیکن فوتبال اهل ژاپن است.
از باشگاه‌هایی که در آن بازی کرده‌است می‌توان به باشگاه فوتبال آویسپا فوکوئوکا اشاره کرد.